# Employment
| Оценки критиков  | Оценки критиков                                                          |
| Источник         | Оценка                                                                   |
| ---------------- | ------------------------------------------------------------------------ |
| Allmusic         | ссылка                                                                   |
| Blender          | ссылка                                                                   |
| Pitchfork Media  | (6.7/10) 03/16/05                                                        |
| Yahoo Music      | ссылка                                                                   |
| Robert Christgau | ссылка                                                                   |
| Rolling Stone    | 03/24/05                                                                 |
| Spin             | 4 из 5 звёзд · 4 из 5 звёзд · 4 из 5 звёзд · 4 из 5 звёзд · 4 из 5 звёзд |
| This Is Fake DIY | ссылка                                                                   |

Employment (рус. «Работа») — дебютный студийный альбом Kaiser Chiefs, вышедший в 2005 году.

## Список композиций

### Обычная версия
1. «Everyday I Love You Less and Less» (С каждым днём я люблю тебя всё меньше и меньше) — 3:37
2. «I Predict a Riot» (Я предсказал восстание) — 3:53
3. «Modern Way» (Современный путь) — 4:03
4. «Na Na Na Na Naa» (На На На На Наа) — 3:01
5. «You Can Have It All» (Ты можешь иметь это всё) — 4:35
6. «Oh My God» (О, мой бог) — 3:35
7. «Born to Be a Dancer» (Рожден быть танцором) — 3:30
8. «Saturday Night» (Субботний вечер) — 3:27
9. «What Did I Ever Give You?» (Что же я могу тебе дать?) — 4:09
10. «Time Honoured Tradition» (Традиция проверенная временем) — 2:45
11. «Caroline, Yes» (Кэролин, Да) — 4:13
12. «Team Mate» (Напарник) — 3:24

### Урезанный выпуск с бонус CD
Live CD записан в период между маем 2004 и январём 2005.
1. «Hard Times Send Me» — 2:47
2. «Modern Way» — 3:55
3. «I Predict A Riot» — 4:01
4. «Time Honoured Tradition» — 3:13
5. «Na Na Na Na Naa» — 3:09
6. «Oh My God» — 3:40

## Синглы с альбома
- «Oh My God» 17 мая 2004 UK #66
- «I Predict a Riot» 1 ноября 2004 UK #22
- «Oh My God»(переиздание) 21 февраля 2005 UK #6
- «Everyday I Love You Less and Less» 16 мая 2005 UK #10
- «I Predict a Riot»(переиздание) 22 августа 2005 UK #9, US #34
- «Modern Way»7 ноября 2005 UK #11